# Lijst van vliegtuigen in de strip Buck Danny
In de stripalbums van Buck Danny zijn veel vliegtuigen getekend. Een lijst van alle vliegtuigen per aflevering, chronologisch geordend, volgt hieronder.

## Reguliere reeks

### De Jappen vallen aan
- Mitsubishi A6M Zero
- Mitsubishi G4M Betty
- Grumman F6F Hellcat
- Grumman TBF Avenger
- Kawanishi H8K Emily
- Curtiss SB2C Helldiver
- Douglas SBD Dauntless

### De Geheimen van Midway
- Grumman F6F Hellcat
- Kawanishi H8K Emily
- North American B-25 Mitchell
- Boeing B-17 Flying Fortress
- Douglas SBD Dauntless
- Consildated PBY Catalina
- Martin B-26 Marauder
- Aichi D1A
- Grumman TBF Avenger
- Curtiss SB2C Helldiver

### De Zonen des Hemels
- Douglas C-47 Skytrain (DC-3)
- Consildated B-24 Liberator
- Boeing B-17 Flying Fortress
- Aichi D1A
- Short Sunderland
- Douglas C-54 Skymaster (DC-4)
- Bell P-39 Airacobra
- North American P-51 Mustang
- Curtiss P-40 Warhawk
- Mitsubishi A6M Zero
- North American B-25 Mitchell
- Grumman TBF Avenger
- Mitsubishi G4M Betty

### De Vliegende Tijgers
- Douglas C-47 Skytrain
- Bell P-39 Airacobra
- North American P-51 Mustang
- Lockheed P-38 Lightning
- Mitsubishi G4M Betty
- Mitsubishi A6M Zero
- Bristol Beaufighter

### De Zwarte Draak
(geen vliegtuigen)

### Aanval op Birma
- Mitsubishi G4M Betty
- Sikorsky R-4 Hoverfly
- Douglas C-47 Skytrain
- North American P-51 Mustang
- Douglas C-54 Skymaster

### De Smokkelaars van de Rode Zee
- Douglas DC-4
- Douglas DC-3
- Supermarine Spitfire
- P-51 Mustang

### De Woestijnrovers
- Douglas DC-3

### (De)Petroleumgangsters
- North American P-51 Mustang
- Supermarine Spitfire
- Douglas DC-3

### Testpiloten
- Lockheed P-80 Shooting Star
- Lockheed F-94 Starfire
- North American F-86 Sabre
- Lockheed T-33 Shooting Star
- Beechcraft C-45 Expeditor
- Boeing B-29 Superfortress
- Bell X-1
- Douglas Skyrocket
- Douglas C-47 Skytrain

### In Korea
- Lockheed P-80 Shooting Star
- Boeing B-29 Superfortress
- Fairchild C-82 Packet
- North American F-86 Sabre
- Mikoyan-Gurevich MiG-15
- Bell XP-77
- Lavochkin La-16
- Republic F-84 Thunderjet

### (De)Onbemande Vliegtuigen
- Bell XP-77
- North American B-45 Tornado
- Republic F-84 Thunderjet
- North American F-86 Sabre
- Mikojan-Gurevich MiG-15

### Een vliegtuig wordt vermist
- Grumman F9F Panther
- Lockheed T-33 Shooting Star
- Republic F-84 Thunderjet
- Tupolev Tu-26 (fictief)

### Patroelje bij dageraad
- Grumman F9F Panther
- Consildated PBY Catalina
- Sikorsky S-55 Chickasaw
- Grumman TBF Avenger
- Piasecki H-21 Shawnee

### "NC-22654" antwoordt niet meer
- Grumman F9F Panther
- Lockheed C-64 Constellation
- Lockheed Constellation
- Douglas C-118 Liftmaster (DC-6)
- North American P-51 Mustang
- Douglas DC-3
- Republic F-84 Thunderjet
- Fairchild C-119 Flying Boxcar

### Gevaar in het Noorden
- Grumman F9F Panther
- Sikorsky S-51 Dragonfly
- Piasecki H-21 Shawnee
- Saab 29 Tunnan

### Buck Danny tegen Lady X
- Grumman F9F Panther
- Sikorsky S-55
- North American F-100 Super Sabre
- North American Mustang III (P-51B/C)
- Lockheed Constellation
- Sikorsky S-51 Dragonfly
- Hawker Hunter
- Gloster Meteor
- Republic RF-84F Thunderflash

### Aanval op Malakka
- Grumman F9F Panther
- Sikorsky S-51 Dragonfly
- Piasecki HUP-2 Retriever

### De tijger van Malakka
- Grumman F9F Panther
- Mitsubishi G3M "Nel"
- Kawasaki Ki-61 "Hein"

### S.O.S. vliegende schotels
- Lockheed P-2 Neptune
- Grumman C-1 Trader
- Grumman F9F Cougar
- Grumman S2 Tracker
- Douglas A3D Skywarrior
- McDonnell F3H Demon
- experimenteel V.T.O.L. toestel gelijkend op Convair XFY
- Piasecki H-25 Army Mule
- Piasecki HUP Retriver

### Een prototype is verdwenen
- McDonnell F3H Demon
- Grumman F9F Cougar
- Piasecki HUP Retriver
- Grumman S2 Tracker
- experimenteel V.T.O.L. toestel gelijkend op Convair XFY

### Geheime opdracht
- McDonnell Douglas A-4 Skyhawk
- Grumman F9F Cougar
- Lockheed Constellation
- Douglas DC-3
- Beechcraft Model 18
- Mikoyan-Gurevich MiG-21

### Vlucht naar de verloren vallei
- Beechcraft Model 18
- Westland Lysander
- Antonov An-2 "Colt"
- Ilyushin Il12

### Proefmodel FX-13
- Grumman F9F Cougar
- FX-13 (te vergelijken met de North Americain A-5 Vigilante)
- FX-12 (vertoont gelijkenissen met de McDonnell F-4 Phantom)

### Het ZZ eskader
- Mikoyan-Gurevich MiG-15
- Republic F-84E/G Thunderjet
- FX-13 (dit is geen bestaand vliegtuigtype, maar in de strip is het uiterlijk van dit fictieve toestel gelijk aan de bestaande North American A-5 Vigilante)
- Cessna 150-achtig (in de strip is dit type weergegeven met US Navy-titels. De US Navy heeft dit type echter nooit in dienst gehad)
- Bell 47 (militaire naam is H-13 Sioux)
- Vought F-8 Crusader
- Grumman F9F Cougar

### De Vliegende Tijgers komen terug
- Voight F-8 Crusader
- Sikorsky H-5
- McDonnell F3H Demon
- McDonnell F-4 Panthom
- Grumman F9F Cougar
- Aeritalia/Fiat G91R

### De Vliegende Tijgers schieten te hulp
- McDonnell Douglas A-4 Skyhawk
- Aeritalia/Fiat G91R
- Cessna 172

### Vliegende Tijgers tegen piraten
- Douglas C-124 Globemaster II
- McDonnell Douglas A-4 Skyhawk
- Sikorsky H-19 Chickasaw
- Aeritalia/Fiat G91R

### Operatie "Mercury"
- Grumman F11F Tiger
- Grumman S-2 Tracker

### De satellietdieven
- Lockheed L-1049 Super Constellation
- Grumman F11F Tiger
- McDonnell Douglas DC-8
- Mikoyan-Gurevich MiG-19
- Piaggio P.136L
- Short S.25 Sunderland

### X-15
- McDonnell Douglas DC-8
- North American X-15
- Convair 240
- Lockheed F-104 Starfighter
- Boeing B-52 Stratofortress
- Sikorsky H-34/S-58

### Alarm te Cape Kennedy
- North American A-5 Vigilante
- McDonnell F-101 Voodoo (RF-101B)
- Mikoyan-Gurevich MiG-21
- Yakovlev Yak-28
- Mikoyan-Gurevich MiG-19

### Het geheim van de spookvliegtuigen
- Vought F-8 Crusader
- Lockheed A-12
- Grumman OV-1 Mohawk
- Grumman S-2 Tracker

### Atoomalarm
- Vought F-8 Crusader
- North American A-5 Vigilante
- Boeing/Vertol 107 (H-46 Sea Knight)
- Lockheed C-130 Hercules
- Grumman C-1 Trader
- Douglas DC-4/C-47
- Martin B-26 Marauder
- Saab J 29 Tunnan
- Hawker Hunter

### Het Dodenescadrille
- Martin B-26 Marauder
- Saab J 29 Tunnan
- Hawker Hunter
- McDonnell F-4 Panthom

### De blauwe engelen
- McDonnell F-4 Panthom
- Grumman F11 F Tiger
- Mikoyan-Gurevich MiG-21

### De piloot met het leren masker
- Saab 35 Draken
- Grumman F11 F Tiger
- Fouga Magister
- Mikoyan-Gurevich MiG-21

### Het dodelijke groene dal
- Vought F-8 Crusader
- McDonnell F-4 Phantom
- Piper PA-25 Pawnee
- Saab 35 Draken
- Sikorsky H-34/S-58

### Haaien in de Chinese Zee
- Vought A-7 Corsair II
- Saab 35 Draken
- Lockheed YO-3A
- Sikorsky CH-53 Sea Stallion
- Grumman A-6 Intruder
- Grumman E-2 Hawkeye

### (De spookkoningin)Ghost Queen
- Saab 35 Draken
- Aichi M6A-1 "Seiran"
- Grumman E-2 Hawkeye
- Vought A-7 Corsair II
- Sikorsky H-3 Sea King

### Opdracht Apocalypsis
- Grumman F-14 Tomcat
- Aérospatiale/BAC Concorde
- Boeing B-52 Stratofortress
- McDonnell Douglas F-4 Phantom
- Bell UH-1 Iroquois/Huey
- Lockheed F-104 Starfighter
- Messerschmitt-Bölkow-Blohm Bo-105

### De Helle-piloten
- Grumman F-14 Tomcat
- Grumman E-2 Hawkeye
- Sikorsky H-3 Sea king
- Grumman G-21 Goose

### Vuur uit de hemel
- Boeing B-52 Stratofortress
- Grumman F-14 Tomcat
- Lockheed P-3 Orion
- Grumman G-21 Goose
- Sikorsky H-3 Sea King
- McDonnell Douglas DC-8 "Air Force One"
- McDonnell Douglas F-15 Eagle
- Boeing E-3 Sentry AWACS
- Kaman H-2 Seasprite
- Sikorsky CH-53 Sea Stallion
- Boeing/Vertol 107 (H-46 Sea Knight)
- Sikorsky H-3 Sea king
- Voight A-7 Corsair II
- Grumman E-2 Hawkeye
- McDonnell Douglas DC-10
- Beech Baron

### De deserteur
- Boeing E-3 Sentry AWACS
- McDonnell Douglas F-18 Hornet
- Mikoyan-Gurevich MiG 29 Fulcrum
- McDonnell Douglas F-15 Eagle
- Mikoyan-Gurevich MiG 23/27 Flogger
- Mikoyan-Gurevich MiG 25 Foxbat
- Fairchild A-10 Thunderbolt II/Warthog
- Boeing C-135 Stratolifter
- Lockheed S-3 Viking
- Northrop F-5 Freedom Fighter
- Mikoyan-Gurevich MiG 21 Fishbed
- Mikoyan-Gurevich MiG 15 Fagot
- North American F-86 Sabre
- Republic F-105 Thunderchief
- Aérospatiale/Eurocopter Ecureuil
- "Stealth" prototypes, waarvan 1 gelijkt op de Northop B-2 Spirit

### De geheimen van de Zwarte Zee
- Grumman A-6 Intruder
- Boeing B-52 Stratofortress
- Grumman E-2 Hawkeye
- Grumman F-14 Tomcat
- Rockwell B1B Lancer
- Sikorsky H-3 Sea King
- McDonnell Douglas F-18 Hornet
- McDonnell Douglas DC-8
- Mikoyan-Gurevich MiG 29 Fulcrum
- Tupolev Tu-160 Blackjack
- Sukhoi Su-27/Su-33 Flanker
- Ilyushin Il-78 Midas
- Ilyushin A-50 Mainstay
- Mil Mi-24 Hind
- Kamov Ka-25 Hormone
- Sikorsky SH-60 Seahawk
- Yakolev Yak-38 Forger
- Kamov Ka-27 Helix
- Mikoyan-Gurevich MiG 27 Flogger
- A-90 Orlyonok/De "Orlan" (een Ekranoplan prototype, grote laagvliegende "vliegboot")

### Het spooksquadron
- McDonnell Douglas F-18 Hornet
- Boeing E-3 Sentry AWACS
- Sikorsky SH-60 Seahawk
- Lockheed C-130 Hercules
- Lockheed-Martin F-16 Fighting Falcon
- Mikoyan-Gurevich MiG 29 Fulcrum
- Dassault Mirage 2000
- Grumman F-14 Tomcat
- Sikorsky H-3 Sea King
- Grumman E-2 Hawkeye
- Boeing KC-135 Stratotanker
- Panavia Tornado ADV
- Mikoyan-Gurevich MiG-19 Farmer
- Grumman A-6 Intruder

### Verboden gebied
- Piper PA-23 Aztec
- Lockheed P-3 Orion
- Cessna Citation
- Sikorsky SH-60 Seahawk
- McDonnell Douglas F-18 Hornet
- Sikorsky CH-53 Sea Stallion
- Grumman C-2 Greyhound
- Lockheed F-104 Starfighter
- Cessna A-37 Dragonfly
- Beechcraft Bonanza
- Sabreliner 65
- Hawker-Siddeley HS.125
- Mil Mi-8 Hip
- Mikoyan-Gurevich MiG-23 Flogger

### Strijd boven de bergen
- Lockheed F-104 Starfighter
- McDonnell Douglas F-18 Hornet
- Grumman E-2 Hawkeye
- Grumman F-14 Tomcat
- Sikorsky H-3 Sea King
- Boeing/Vertol CH-47 Chinook
- Mikoyan-Gurevich MiG-23 Flogger
- Grumman C-2 Greyhound
- Bell UH-1 Iroquois/Heuy
- Grumman EA-6B Prowler
- Mil Mi-24 Hind

### De nacht van de slang
- Lockheed Martin F-16 Fighting Falcon
- Lockheed Martin F-22 Raptor
- Sikorsky UH-60 Black Hawk
- Boeing RC-135
- Boeing KC-135 Stratotanker
- Sikorsky MH-53 Pave Low
- Lockheed U-2
- McDonnell Douglas F-15 Eagle
- Sikorsky CH-53 Sea Stallion
- Boeing E-3 Sentry AWACS
- Mikoyan-Gurevich MiG-21 Fishbed
- Mil Mi-24 Hind
- Mikoyan-Gurevich MiG-29 Fulcrum
- Mil Mi-8 Hip
- Sukhoi Su-25 Frogfoot
- Shenyang J-6/F-6

### Sabotage in Texas
- Piper Arrow
- Chance Vought F4U-7 Corsair
- North American P-51 Mustang
- Curtiss P-40 Warhawk
- North American T-6 Texan
- Cessna T-37
- Fairchild A-10 Thunderbolt
- McDonnell Douglas F/A-18 Hornet
- McDonnell Douglas C-17 Globemaster III
- Robinson R-44
- Lockheed Martin F-16 Fighting Falcon
- Fokker DR.I
- Lockheed C-130 Hercules
- Gulfstream III/C-20A
- Lockheed Martin F-22 Raptor

### Mysterie in Antarctica
- Grumman F-14 Tomcat
- Grumman E-2 Hawkeye
- McDonnell Douglas F-18 Hornet
- Lockheed S-3 Viking
- Sikorsky SH-60 Sea Hawk
- Hughes TH-55 Osage/Model 300
- Dassault-Breguet Super Étendard
- Grumman C-2 Greyhound
- Mil Mi-8 Hip
- Dassault Rafale M
- Eurocopter/Aérospatiale Dauphin
- Eurocopter/Aérospatiale Puma

### Vermist
- Lockheed C-130 Hercules
- de Havilland Canada DHC-5 Buffalo
- Antonov An-2
- McDonnell Douglas AV-8B Harrier
- Panavia Tornado
- Antonov An-26
- Boeing 747-400
- Boeing 767-400ER
- Mil Mi-8
- Learjet 35A

### Zwarte Cobra
- Lockheed Martin F-22 Raptor
- McDonnell Douglas F-18 Hornet
- Boeing E-3 Sentry AWACS
- Soechoj Soe-27
- Sikorsky SH-60 Sea Hawk
- Grumman C-2 Greyhound
- Lockheed Martin F-16 Fighting Falcon
- Mikoyan-Gurevich MiG-29 Fulcrum
- Mikoyan-Gurevich MiG-21 Fishbed
- Boeing CH-47 Chinook
- Bell Boeing V-22 Osprey
- Mikoyan-Gurevich MiG-23 Flogger
- Eurocopter Tiger
- Boeing 767-3Y0(ER)

### Een schaduw in de nacht
(nog) niet uitgewerkt in Wikipedia

### Defcon One
(nog) niet uitgewerkt in Wikipedia

### Vostok antwoordt niet meer
(nog) niet uitgewerkt in Wikipedia

### Operatie vektor
(nog) niet uitgewerkt in Wikipedia

### Het pact
(nog) niet uitgewerkt in Wikipedia

### Skyborg
(nog) niet uitgewerkt in Wikipedia

### Air Force One
- Sikorsky UH-60G Pave Hawk
- Lockheed HC-130P
- Learjet C-21A (LJ-35A) (Het registratienummer van dit toestel in de strip, 40100, komt overeen met daadwerkelijk bestaand toestel van dit type)
- Dassault Mirage F1
- Mikoyan-Gurevich MiG-21 Fishbed
- Gulfstream G650
- Onbekend type helicopter
- Lockheed Martin F-16 Fighting Falcon
- Lockheed Martin F-22 Raptor
- Boeing 747-200 (Air Force One)
- Dassault Mirage III

## Reeks "One Shot"
(nog) niet uitgewerkt in Wikipedia

## Reeks "Buck Danny Classic"
(nog) niet uitgewerkt in Wikipedia

## Reeks "Buck Danny Origins"
(nog) niet uitgewerkt in Wikipedia

## Buiten Reeks
(nog) niet uitgewerkt in Wikipedia

## Gerelateerd aan de stripalbums van Buck Danny

### Tarawa, het bloedige atol
- Curtiss Wright SOC Seagull
- Douglas SBD Dauntless
- Curtiss SB2C Helldiver
- Mitsubishi A6M Zero
- Consolidated B-24 Liberator
- Grumman TBF Avenger
- Chance Vought F4U Corsair
- Grumman F6F Hellcat
- North American B-25 Mitchell